# Assassin's Creed Shadows
Assassin's Creed Shadows je akční hra na hrdiny z roku 2025 vyvinutá studiem Ubisoft Quebec a vydaná společností Ubisoft. Jedná se v pořadí o čtrnáctý díl herní série Assassin's Creed a pokračování titulu Assassin's Creed Mirage z roku 2023.
Hra se odehrává v 16. století v Japonsku na konci období Sengoku a zaměřuje se na tisíciletý boj mezi Bratrstvem asasínů, kteří bojují za mír a svobodu, a templářským řádem, jenž touží míru dosáhnout skrze kontrolu. Hlavními postavami jsou Naoe, ženská šinobi, a Jasuke, africký samuraj inspirovaný stejnojmennou historickou postavou. Obě postavy se ovládají odlišně a poskytují jedinečný styl hraní, což umožňuje hráčům přistupovat k úkolům různými způsoby.
Shadows vyšel 20. března 2025 pro PlayStation 5, Xbox Series X/S, Windows a macOS a setkal se s příznivým hodnocením kritiků.

## Vydání
Původně bylo oznámeno, že Assassin's Creed Shadows vyjde 15. listopadu 2024 na konzole PlayStation 5 a Xbox Series X/S a osobní počítače se systémy Windows a macOS. V září 2024 byl oznámen odklad data vydání na 14. února 2025. V lednu 2025 Ubisoft oznámil další odklad data vydání hry na 20. března 2025.

## Přijetí
| Agregátor  | Skóre                                  |
| ---------- | -------------------------------------- |
| Metacritic | (PC) 78/100 (PS5) 81/100 (XSXS) 85/100 |
| OpenCritic | 82 % doporučuje                        |

| Udělil      | Skóre |
| ----------- | ----- |
| Eurogamer   | 4/5   |
| GameSpot    | 8/10  |
| GamesRadar+ | 4/5   |

Titul Assassin's Creed Shadows získal od kritiků na stránce Metacritic „celkově příznivé“ recenze, přičemž na agregátoru recenzí OpenCritic jej doporučilo 82 % z nich.